# Robert van Mackelenberg
Robert van Mackelenberg (ur. 4 stycznia 1947 roku w Deventer w Holandii) – australijski aktor holenderskiego pochodzenia..

## Kariera
Na dużym ekranie zadebiutował w 1975 roku, rolą Nico w dramatycznym filmie The Olive Tree. W 1993 r. wystąpił w komedii romantycznej Krok w dorosłość, gdzie zagrał u boku Russella Crowe. W 2001 pojawia się w thrillerze The Bank. W 2010 powraca na duży ekran z filmem Nights in the Gardens of Spain - opowiadającym o mężczyźnie, który musi wyjawić rodzinie, że całe życie jest gejem.
W świecie filmu telewizyjnego w latach osiemdziesiątych, pojawił się w serialach: Bellamy i w bardzo popularnych Więźniarkach. W latach 1993 i 1994 pojawił się w serialu młodzieżowym Wyspa przygód. W 1997 pojawia się w dwunastym odcinku serialu The Gift. W roku 2000 występuje gościnnie w filmie TV Halifax f.p., w roli dr Davida Kinga. W 2002 wystąpił w pierwszym odcinku MDA. W 2004 gra jedną z głównych ról, profesora Tesslara w serialu Nastoletni geniusze - serial zdobył nagrodę AFI Awards dla "najlepszego serialu dla dzieci"..

## Filmografia

### Filmy
- 1975: The Olive Tree jako Nico
- 1993: Krok w dorosłość, (Love in Limbo) jako dyrektor szkoły
- 2001: The Bank jako przewodniczący
- 2010: Nights in the Gardens of Spain jako Jack

### Seriale TV
- 1981: Bellamy - 1 odcinek, jako Charles Moineau
- 1983: Więźniarki - 2 odcinki, jako Clive Featherstone
- 1993: Wyspa przygód - 3 odcinki, jako Senator Fox
- 1997: The Gift - 1 odcinek, jako Pan Hindrup
- 2000: Halifax f.p. - 1 odcinek, jako Dr David King
- 2002: W pogoni za szczęściem - 1 odcinek, jako Surgeon
- 2002: MDA - 1 odcinek, jako Larry Rose
- 2004: Nastoletni geniusze - 1 odcinek, jako profesor Carl Tesslar